# Pepe Bonet
José María Bonet Moll (Palma de Mallorca, España, 11 de diciembre de 1957) es un exfutbolista español que se desempeñaba como centrocampista.

## Clubes
| Club               | País   | Año       |
| ------------------ | ------ | --------- |
| C. F. Calvo Sotelo | España | 1977-1978 |
| C. D. Castellón    | España | 1978-1979 |
| Villarreal C. F.   | España | 1979-1982 |
| U. D. Poblense     | España | 1982-1984 |
| R. C. D. Mallorca  | España | 1984-1989 |